# Horst Behrendt (MfS-Mitarbeiter)
Horst Behrendt (* 16. Dezember 1910 in Lanz; † 29. November 1975 in Berlin) war ein Oberstleutnant und Parteisekretär im Ministerium für Staatssicherheit (MfS) der Deutschen Demokratischen Republik (DDR).

## Leben
Behrendt, Sohn einer Näherin und eines Friseurs und späteren Chemiearbeiters, absolvierte nach der Volksschule eine Ausbildung zum Maschinenschlosser und arbeitete in Halle (Saale) bis 1931 in diesem Beruf. 1926 wurde er Mitglied im Allgemeinen Deutschen Gewerkschaftsbund, der Naturfreunde, des Rotfrontkämpferbundes und des Arbeiter-Turn- und Sportbundes sowie 1931 der Kommunistischen Partei Deutschlands (KPD). Von 1931 bis 1934 war Behrendt arbeitslos.
Nach der Machtübernahme der Nationalsozialisten und dem Verbot kommunistischer Betätigung im März 1933 unterstützte Behrendt unter dem Decknamen Hermann die KPD auch in der Illegalität. 1934 wurde er als Landhelfer nach Hundeluft (Landkreis Zerbst) gesandt. Im Juli 1934 ging Behrendt in die Emigration in die Tschechoslowakei, leitete dort ein Jugendheim und war Instrukteur der KPD-Emigranten. Nach dem Einmarsch der deutschen Wehrmacht wurde Behrendt im März 1939 von der Geheimen Staatspolizei (Gestapo) verhaftet und im Oktober vom Reichskammergericht Halle wegen „Vorbereitung zum Hochverrat“ zu 18 Monaten Haft verurteilt. Auch nach Ablauf der Haftstrafe blieb er interniert. Behrendt saß bis 1945 im Zuchthaus Halle und den Konzentrationslagern Sachsenhausen und Fallersleben ein. Im April 1945 gelang ihm die Flucht.
Von Juni 1945 bis November 1946 war Behrendt Agitprop-Sekretär der KPD/SED-Kreisleitung Halle und gleichzeitig Verbindungsmann zur Kommandantur der Sowjetischen Militäradministration (SMAD) in Halle. Im Dezember 1946 wurde er Leiter der Abteilung Grundstücke/Liegenschaften beim Landesverband Sachsen-Anhalt des Freien Deutschen Gewerkschaftsbundes (FDGB). 1949 besuchte Behrendt die Landesgewerkschaftsschule in Beesenstedt und war von Dezember 1949 bis Mai 1950 kommissarischer Personalleiter bei den Deutschen Schiffahrts- und Umschlagsbetrieben in Berlin.
Im Juni 1950 ging Behrendt zur Volkspolizei und wurde Referatsleiter in Halle. Von September 1951 bis August 1953 war er stellvertretender Leiter im Volkspolizei-Kreisamt Wernigerode und von September 1953 bis Januar 1954 stellvertretender Unterabteilungsleiter der Bezirksbehörde der Deutschen Volkspolizei in Magdeburg. Von 1954 bis 1956 besuchte Behrendt die Parteihochschule „Karl Marx“ und machte einen Diplomabschluss als Gesellschaftswissenschaftler. Von Juli 1956 bis November 1957 war er Instrukteur in der Abteilung Sicherheit des Zentralkomitees der SED.
Von Dezember 1957 bis Dezember 1960 war Behrendt im Ministerium für Staatssicherheit (MfS) tätig und wurde im Rang eines Majors Erster Sekretär der SED-Parteiorganisation in der Hauptverwaltung A des MfS, dem Auslandsgeheimdienst der DDR. Von 1961 bis 1963 war er Vorsitzender der Kreisparteikontrollkommission des Ministeriums des Innern und wurde Oberstleutnant. Von 1963 bis 1967 war er Vorsitzender der Kreisparteikontrollkommission der Nationalen Volksarmee. 1967 ging er aus gesundheitlichen Gründen in den Ruhestand. Behrendt starb 1975 in Berlin.

## Ehrungen (DDR)
- 1958 Medaille für Kämpfer gegen den Faschismus
- 1961 Vaterländischer Verdienstorden in Bronze